# Juncus psammophilus
Juncus psammophilus är en tågväxtart som beskrevs av Lawrence Alexander Sidney Johnson. Juncus psammophilus ingår i släktet tåg, och familjen tågväxter. Inga underarter finns listade i Catalogue of Life.